# Carl Eugen (Württemberg)

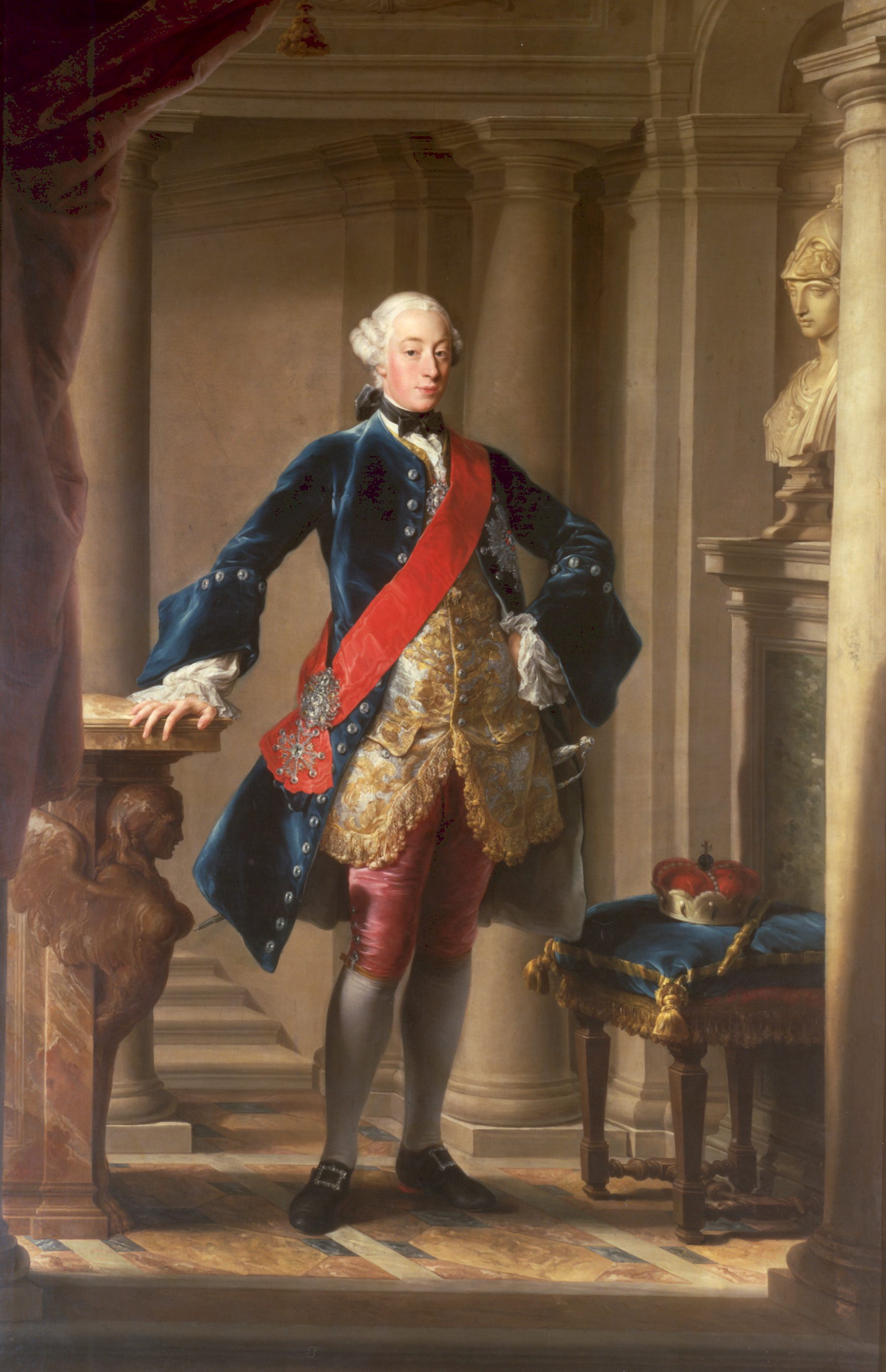
Herzog Carl Eugen von Württemberg

Carl Eugen (auch Karl Eugen; * 11. Februar 1728 in Brüssel; † 24. Oktober 1793 in Hohenheim) war von 1737 bis 1793 der zwölfte (seit 1744 regierende) Herzog von Württemberg. Während seiner mehr als fünfzig Jahre langen Regierung wandelte er sich vom absolutistischen zum aufgeklärten Herrscher.

## Schreibweise des Namens
Beide Namensvarianten, sowohl Carl Eugen als auch Karl Eugen, sind gebräuchliche Bezeichnungen für den Herzog von Württemberg. Von daher können beide Schreibweisen verwendet werden. Die Schreibweise mit C ist die ältere und von württembergischen Landeshistorikern bevorzugte Schreibweise, während die Schreibweise mit K seit dem 19. Jahrhundert zunehmend häufiger in der Literatur anzutreffen ist. In der Allgemeinen Deutschen Biographie und somit in vielen darauf Bezug nehmenden Werken dominiert die Schreibweise mit K. Hier wird der ursprünglichen und landeshistorisch etablierten Schreibweise Vorrang gewährt.

## Kindheit und Erziehung
Herzog Carl Eugen, der sich selbst immer nur Carl nannte, war der älteste Sohn von Herzog Carl Alexander und seiner Gemahlin Maria Augusta, geborene Prinzessin von Thurn und Taxis. Sein Vater war als Heerführer in kaiserlichen Diensten 1712 zur katholischen Konfession übergetreten und damit der erste katholische Herrscher von Württemberg seit der Reformation. Die frühen Kindheitsjahre erlebte Carl Eugen am Hof seines Großvaters, Fürst Anselm Franz von Thurn und Taxis, in Brüssel. Dort stand er unter der Obhut seiner Großmutter, der Fürstin Maria Ludovika Anna, geborene Prinzessin von Lobkowicz (1683–1750).
Nach dem frühen Tod seines Vaters Carl Alexander bestieg Carl Eugen bereits 1737 neunjährig den Thron, bis zu seiner Volljährigkeit jedoch unter der Administration der Herzöge Carl Rudolf von Württemberg-Neuenstadt und Karl Friedrich von Württemberg-Oels. Da man geargwöhnt hatte, dass sein Vater Württemberg rekatholisieren wolle, schickte die vormundschaftliche Regierung Karl und seine Brüder zur weiteren Ausbildung nach Berlin an den Hof König Friedrichs II. von Preußen, auch um ihn und seine Brüder dem Einflussbereich der Habsburger möglichst fernzuhalten. Carl Eugen erhielt eine sorgfältige Erziehung, sein Musiklehrer war Carl Philipp Emanuel Bach. Sein „Informator“, das heißt Erzieher und Lehrer, in Württemberg war der Philosoph, Mathematiker und Theologe Georg Bilfinger. Im Jahr 1744 wurde Carl Eugen im Alter von 16 Jahren für mündig erklärt und trat die Regierung des Herzogtums Württemberg an.

## Frühe Regierungszeit
Gleich nach seinem Regierungsantritt ließ der Herzog den Leichnam von Joseph Süß Oppenheimer abhängen und verscharren, der nach seiner Hinrichtung 1738 zur Abschreckung sechs Jahre lang in einem eisernen Käfig verblieben war. Er bestätigte die von Preußen, England und Dänemark garantierten Religionsreversalien seines Vaters sowie die Landesprivilegien und überließ die Staatsgeschäfte zunächst bewährten Räten. Mit seiner Mutter geriet er 1750 in einen Streit und ließ sie im Göppinger Schloss internieren. „Die ihm zu früh übertragene Regierungsgewalt wirkte sich bald unheilvoll aus, da sie sein übertriebenes Selbstbewußtsein unterstützte und ihn die Grenzen des Möglichen vergessen ließ. Einflüsterungen und Schmeicheleien zugänglich, stellte er den eigenen Willen über Recht und Verfassung. Begabt, doch eitel, unbeständig und nachtragend, räumte er jedes Hindernis aus dem Weg.“ Sein leitender Minister Friedrich August von Hardenberg ermutigte ihn 1748 zur Eheschließung mit einer protestantischen Hohenzollernprinzessin und versuchte, ihn politisch auf die Seite Preußens gegen Österreich zu ziehen, ihn zumindest zu wohlwollender Neutralität zu bewegen, was sich auch im Frieden von Aachen (1748) niederschlug.
Carl Eugens Regierungszeit fiel mit dem Höhepunkt des Absolutismus zusammen, und der junge Landesherr tat alles, um seinen Hof zu einem der glänzendsten in Europa zu machen. 1752 schloss er mit Frankreich einen Subsidienvertrag ab, der ihm bedeutende Einnahmen verschaffte. 1755 entließ er Hardenberg, der stets auf Sparsamkeit gedrängt hatte, und trat die Selbstregierung an. 1758 entstand die Porzellanfabrik Ludwigsburg, 1761 eine Académie des Arts, 1765 eine öffentliche Bibliothek. Mit ungeheurem finanziellem Aufwand, der Württemberg an den Rand des Ruins führte, wurde die Hofhaltung durch prunkvolle Neubauten erweitert. Ab 1746 ließ er das Neue Schloss in Stuttgart, 1760 das Jagdschloss Grafeneck und dann zusätzlich noch vier Lustschlösser erbauen: 1763 Schloss Solitude, 1764 Schloss Monrepos, 1767 Schloss Einsiedel und ab 1772 Schloss Hohenheim. Schloss Solitude, zeitweise sein liebster Aufenthaltsort, ließ er über die schnurgerade angelegte und exklusiv dem Hofstaat vorbehaltene Solitude-Allee mit dem Ludwigsburger Schloss verbinden. Im rechten Winkel davon ließ er eine Achse von der Solitude in den Stuttgarter Süden anlegen. Dazu wurden möglichst die besten Künstler aus allen Sparten nach Württemberg verpflichtet.

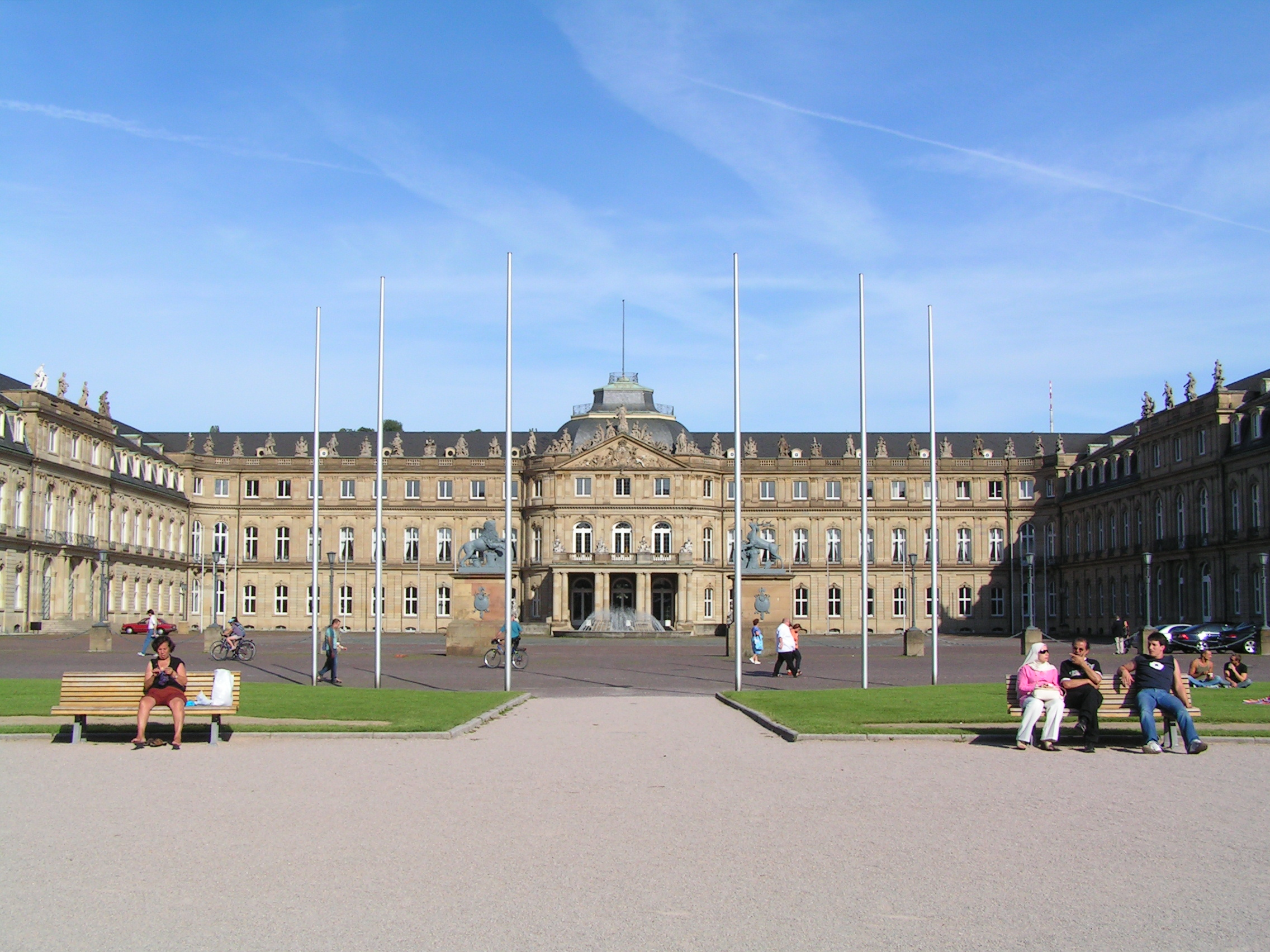
Neues Schloss in Stuttgart
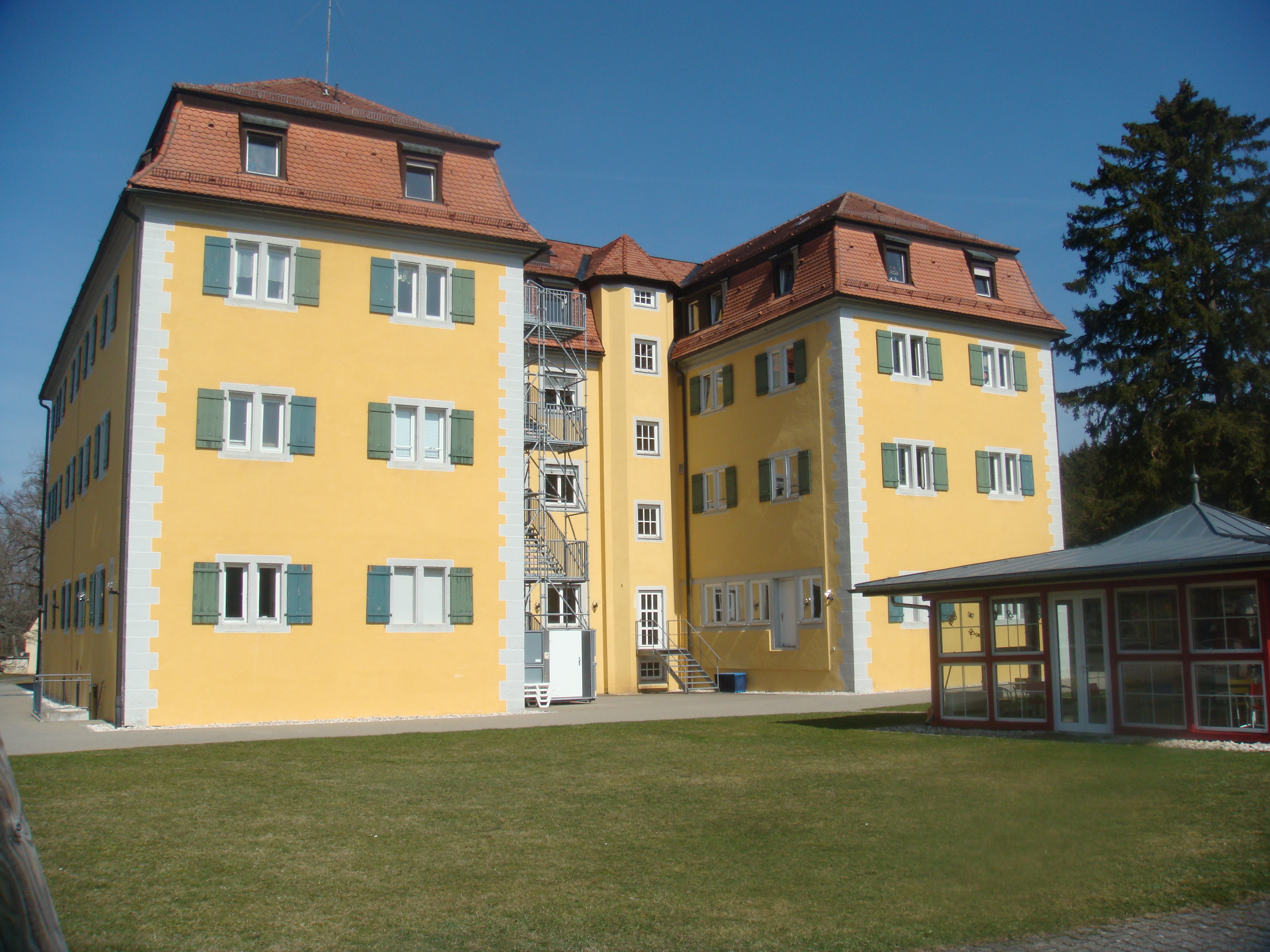
Schloss Grafeneck
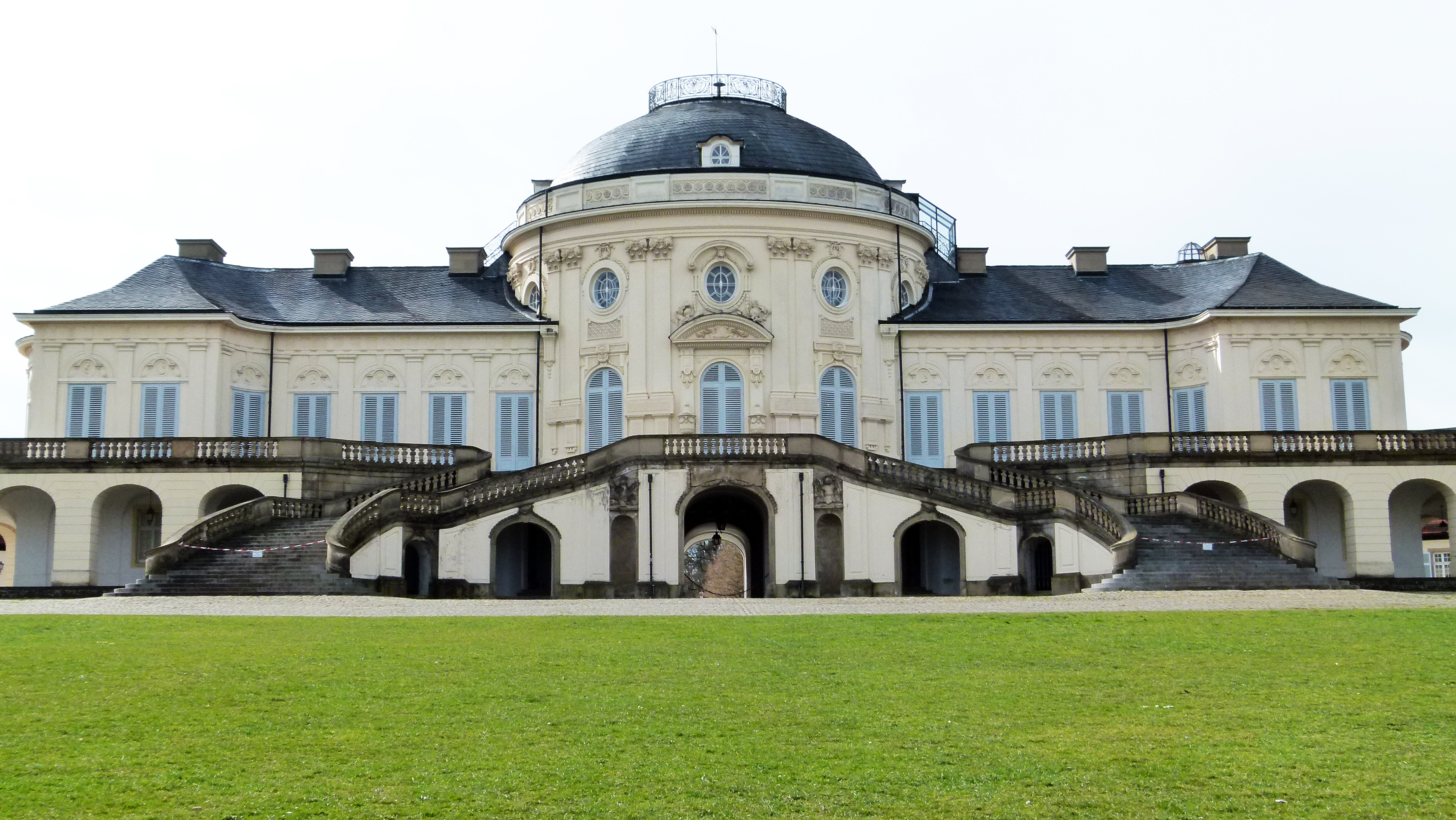
Schloss Solitude
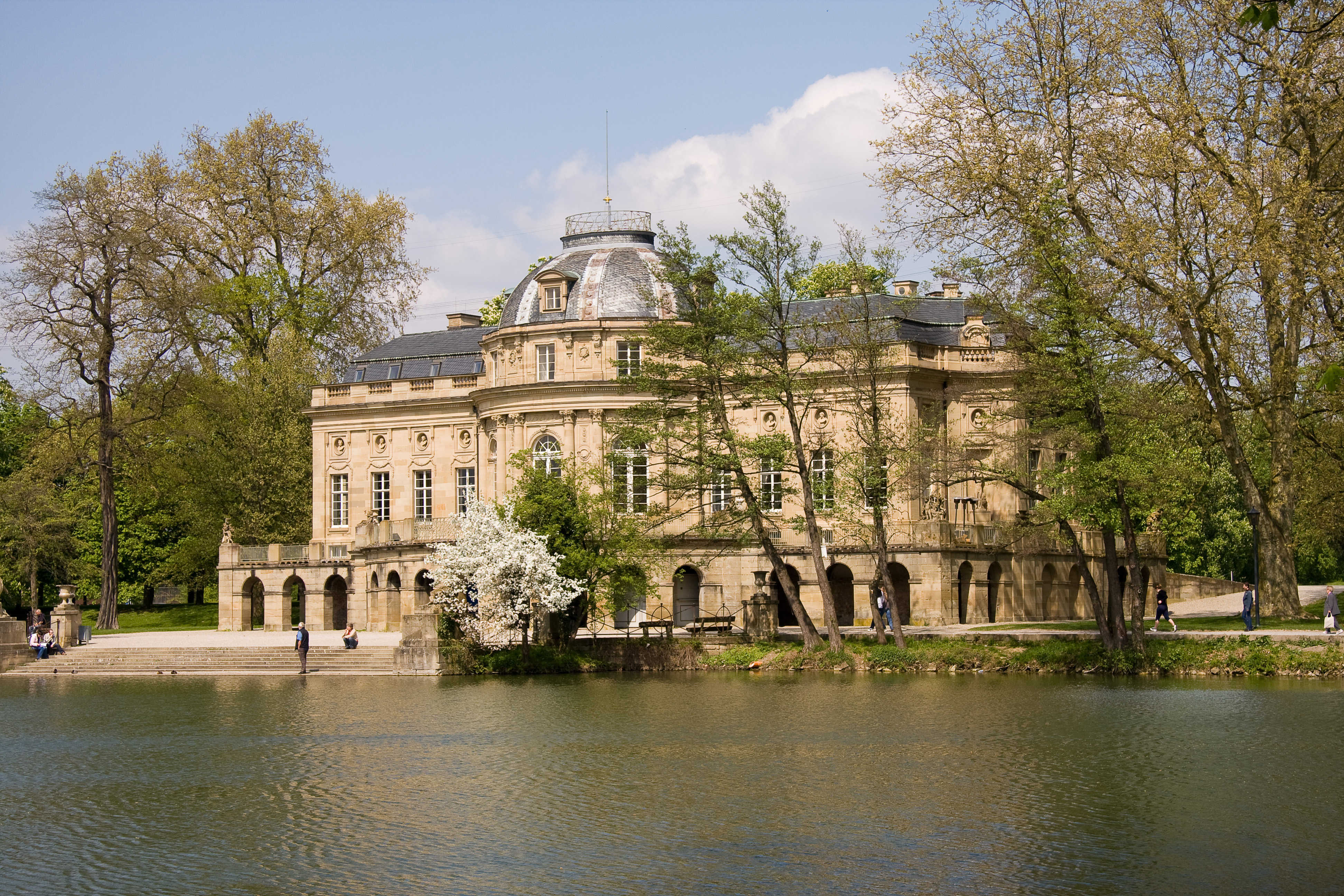
Schloss Monrepos
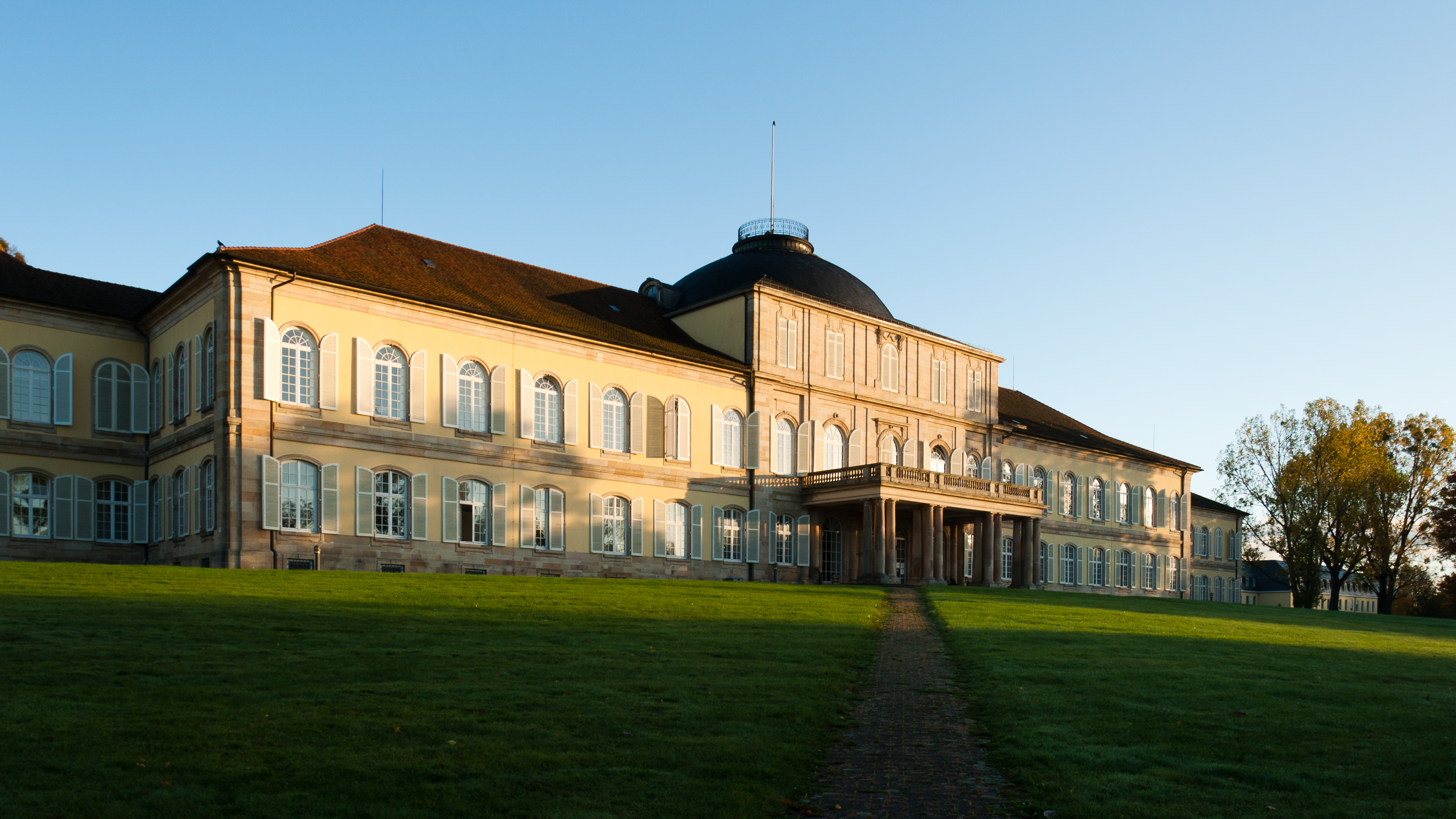
Schloss Hohenheim

Des Herzogs Feste waren so legendär wie seine zahllosen Affären und sein Despotismus. Den Dichter Christian Friedrich Daniel Schubart, der den Verkauf von württembergischen Landeskindern für Englands Kolonialkriege anprangerte und die herzogliche Mätresse Franziska von Hohenheim als „Lichtputze, die glimmt und stinkt“ verspottete, ließ Carl Eugen 1777 für die Dauer von zehn Jahren auf der Festung Hohenasperg einsperren. Auch den Dichter Friedrich Schiller, der damals als württembergischer Militärarzt arbeitete, bedrohte er mit Kerkerhaft und ordnete ein Schreibverbot an, was Schiller 1782 zur Flucht nach Mannheim, das in der Kurpfalz lag und damit Ausland war, veranlasste.

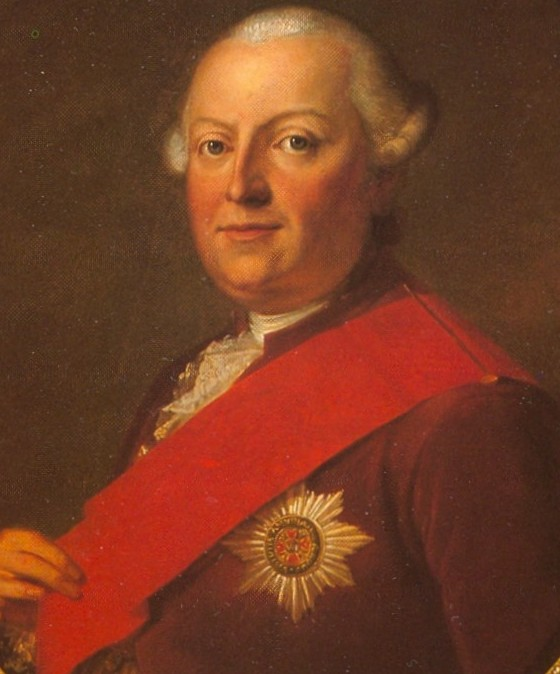
Carl Eugen im Jahr 1782

Mit Beginn des Siebenjährigen Krieges musste Carl Eugen seine Bündnisverpflichtung gegenüber Frankreich einlösen. Er trat der Allianz von Österreich und Frankreich gegen Preußen und England bei und zerstörte damit die freundschaftliche Beziehung zum preußischen König. Seine vernachlässigten, teils auch kurzfristig rekrutierten oder zwangsrekrutierten, häufig meuternden Truppen wurden von Preußen wiederholt besiegt, der Rest kehrte 1760 in die Garnison zurück. Nachdem die französischen Hilfsgelder versiegten, griff der Herzog unbefugt in die Landschaftskasse und schrieb verfassungswidrig Steuern aus. Dabei war ihm sein Minister Graf Montmartin behilflich. Die Württembergischen Landstände beharrten auf ihrem Recht, außerordentliche Steuern zu verweigern und drängten zu größerer Sparsamkeit. Montmartin bezeichnete jedoch den Willen des Herzogs als absoluten Befehl und erklärte die Vorstellungen des landschaftlichen Ausschusses für aufrührerisch. Wer sich ihm widersetzte, wie der Landschaftskonsulent Johann Jacob Moser, musste dies mit schwerer Kerkerhaft büßen. Der berühmte Staatsrechtslehrer saß ab 1759 fünf Jahre in Einzelhaft auf der Festung Hohentwiel, bis er auf Druck des Kaisers, des Reichshofrates und der Landstände entlassen wurde.
Den preußischen Offizier Caspar Laurentius Wittleder machte Carl Eugen zum Direktor des Kirchenrates, der das Kirchengut und die ehemaligen Klöster verwaltete und ausplünderte sowie dem Herzog mit Ämterhandel weitere Einnahmen verschaffte. Als Montmartin einen 1763 einberufenen Landtag auflöste und den Tübinger Oberamtmann Huber wegen Steuerverweigerung inhaftierte, erhob die Landschaft 1764 Klage beim Reichshofrat. Über fünf Jahre währten die Auseinandersetzungen in Wien und Stuttgart, in die sich auch der 1765 gewählte aufgeklärte Kaiser Joseph II. und die Garantiemächte einschalteten, bis es Anfang 1770 zum sogenannten Erbvergleich kam, dem letzten großen Staatsgrundgesetz Altwürttembergs. Er besiegelte die landständische Verfassung, sicherte die Rechte der Landschaft und beschränkte die angemaßte absolute Regierungsgewalt des Herzogs.

## Ehen

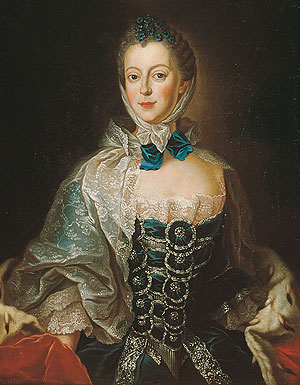
Elisabeth Friederike Sophie von Brandenburg-Bayreuth, Herzogin von Württemberg

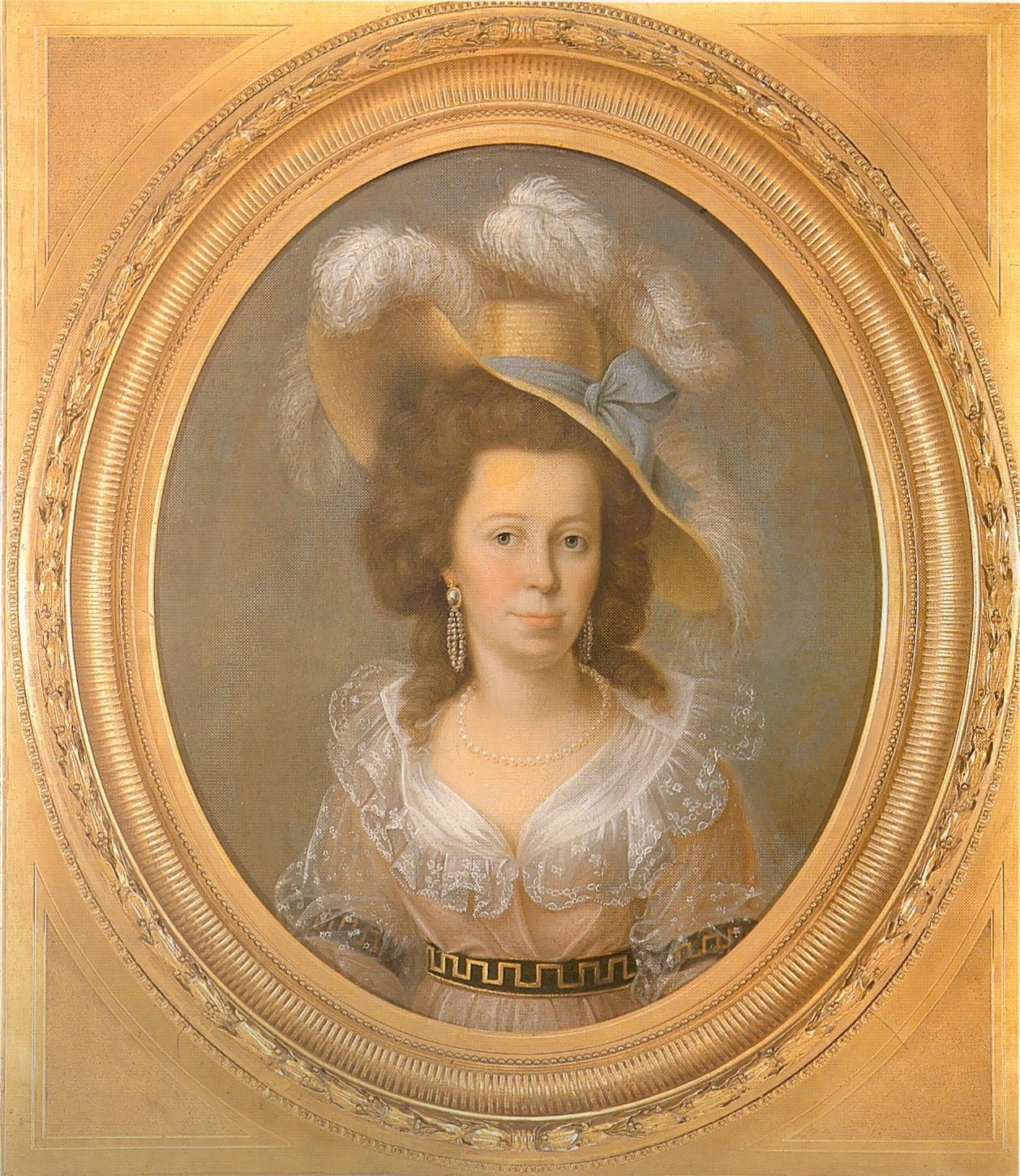
Franziska von Hohenheim

Im Jahr 1741 hatte Carl Eugen die Nichte Friedrichs II. von Preußen, Prinzessin Elisabeth Friederike Sophie von Brandenburg-Bayreuth, einziges Kind des Markgrafen Friedrich von Brandenburg-Bayreuth und der Lieblingsschwester des Königs, Wilhelmine, kennengelernt. Vom Berliner Hof und dem Minister von Hardenberg angeraten, wurde sie 1744 im Alter von elf Jahren mit Carl Eugen verlobt und sie heirateten 1748 in Bayreuth mit prachtvollen Festlichkeiten.
Schon bald nahm es der Herzog mit der ehelichen Treue nicht mehr genau und vergnügte sich wieder mit seinen Mätressen. Das einzige Kind des Paares, eine Tochter, wurde 1750 geboren und starb ein Jahr später. Das Ausbleiben eines männlichen Erben mehrte die Konflikte. Eine Italienreise hielt 1753 das Paar noch eine Weile zusammen. Doch mutete der Herzog seiner Frau weitere Demütigungen zu und ließ 1756 ihre Freundin, die Kammersängerin Marianne Pirker, verhaften und ohne Gerichtsverfahren einkerkern. Im Herbst 1756 besuchte Elisabeth Friederike Sophie ihre Mutter in Bayreuth. Nachdem sie an deren Beerdigung 1758 in Bayreuth teilgenommen hatte, kehrte sie nicht mehr an den württembergischen Hof nach Stuttgart zurück. Auf Vermittlung ihres Vaters erhielt sie ab 1759 von ihrem Ehemann jährlich 54.000 Gulden Unterhalt sowie einen eigenen Wohnsitz im Neuen Schloss zu Neustadt an der Aisch, dem Witwensitz der Bayreuther Markgräfinnen. 1763 erbte sie von ihrem Vater das noch im Bau befindliche Schloss Fantaisie westlich von Bayreuth und ließ es fertigstellen; sie starb 1780 im Alten Schloss zu Bayreuth.
Der Herzog hielt sich derweil verschiedene Mätressen, von denen einige mehrere Jahre an seiner Seite lebten und mit denen er zahlreiche illegitime Kinder hatte. Im Jahr 1771 traf er die Freifrau Franziska Leutrum von Ertingen, geborene Freiin von Bernerdin (1748–1811), seit 1765 verheiratet mit einem seiner Kammerherren. Diese wurde, nachdem er sich von seiner langjährigen Geliebten Teresa Bonafoni getrennt hatte, 1772 seine offizielle Maîtresse. Nach ihrer Scheidung 1772 und dem Tod seiner Frau Elisabeth Friederike Sophie 1780 heiratete Carl Eugen 1785 die inzwischen zur Reichsgräfin von Hohenheim erhobene Franziska morganatisch, nach langwierigen Verhandlungen mit der katholischen Kirche sowie seinen Brüdern.

## Späte Regierungszeit und Tod
Die Niederlage vor dem Reichshofrat veränderte die innere Einstellung des Herzogs, der nun – möglicherweise auch unter dem Einfluss der pietistischen Franziska – seine Lebensführung änderte. An seinem 50. Geburtstag ließ er 1778 öffentlich ein „Sündenbekenntnis“ verlesen, in dem er seine Jugendvergehen bereute und Besserung versprach. Mehr als bisher kümmerte er sich um sein Land, förderte er Kunst und Wissenschaft, vertiefte seine Kenntnisse auf ausgedehnten Reisen, förderte Gewerbe und Handel und straffte die Rechtspflege. Bei Audienzen ließ er seine Untertanen ihre Anliegen vorbringen.

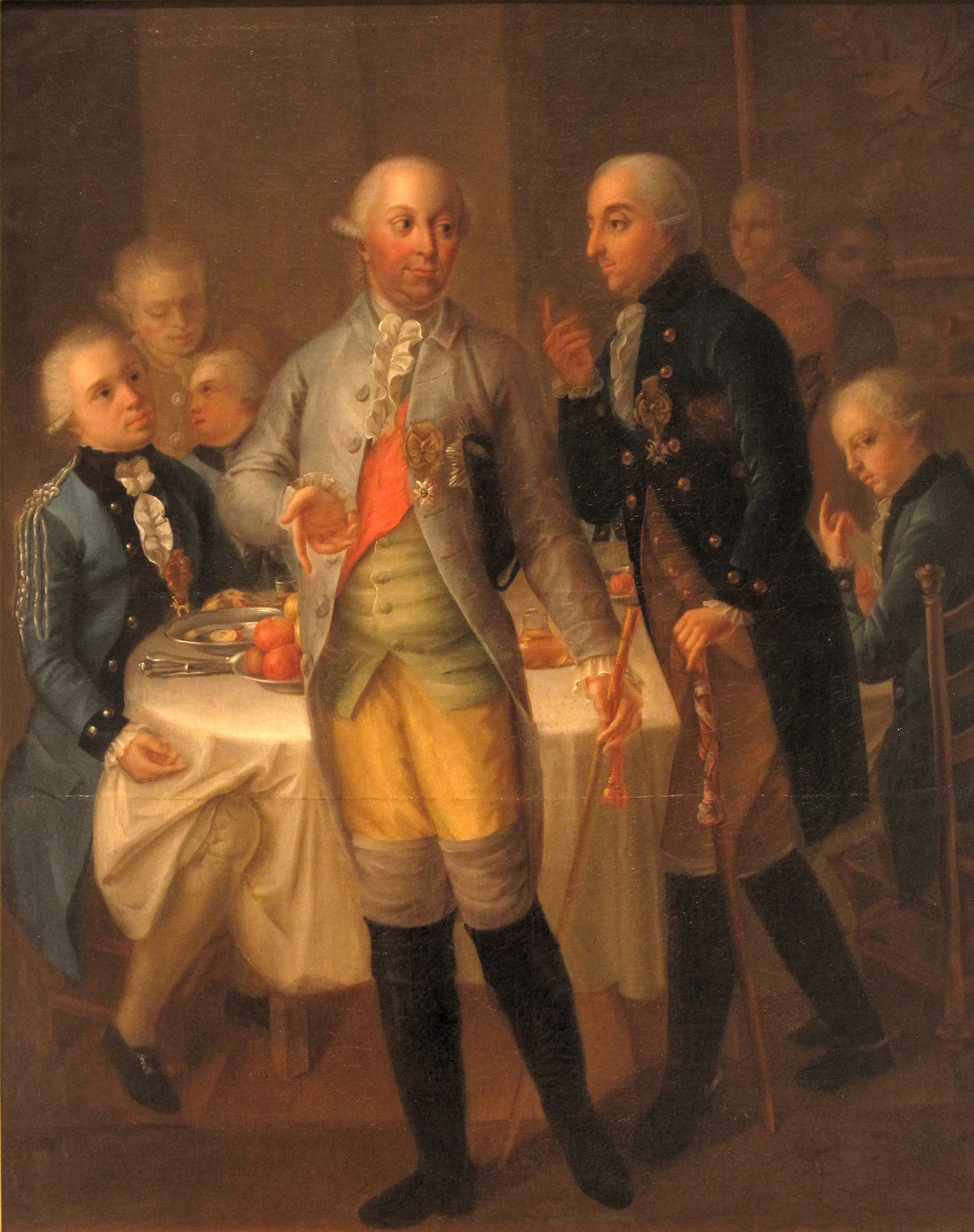
Carl Eugen zu Besuch an der Kavalierstafel der Hohen Karlsschule (nach 1780)

Im Alter wandte sich Carl Eugen zunehmend der Landwirtschaft und der Pädagogik zu. Auf die Gründung einer Académie des arts im Juni 1761 in Stuttgart folgte 1765 in Ludwigsburg, wo sich damals der Hof befand, die Herzogliche Öffentliche Bibliothek, die heutige Württembergische Landesbibliothek Stuttgart, für deren Bestandsaufbau er beträchtliche Summen ausgab. 1767 installierte er sich selbst als „Rector perpetuus“ der Tübinger Universität Eberhardina, die er zwei Jahre später in Eberhardo-Carolina umbenennen ließ, und nahm das Rektorenamt bis zu seinem Tod 1793 wahr. 1770 gründete er beim herzoglichen Schloss Solitude ein Erziehungsinstitut, das sich aus bescheidenen Verhältnissen zur hochrangigen Hohen Karlsschule entwickelte. 1781 wurde er als Ehrenmitglied der Göttinger Akademie der Wissenschaften gewählt. Die umfangreiche Schafzucht geht auf den Herzog Carl Eugen zurück. So ließ er sich zur Förderung der Viehzucht in Württemberg um 1786 104 spanische und französische „Ovejas Merino“ mit Zaupelschafen kreuzen. Das Ziel war, die Wolle der heimischen Landschafe zu verfeinern. Die Zucht gelang: Das robuste und genügsame Württemberger Landschaf entstand. Die Schafzucht lieferte den Rohstoff für die Textilindustrie.
Mit Feinwolle nahmen die Strumpfwirkerwerkstätten in den Waldensergemeinden einen beachtlichen Aufschwung.
Die Geschichtsschreibung ist sich nicht einig, inwieweit seine zweite Ehefrau Einfluss auf seine Wandlung vom Despoten und Genussmenschen zum sorgenden Landesvater hatte. Um seine strapazierten Finanzen zu sanieren, stellte er 1787 das Kapregiment mit 3.200 Soldaten auf und vermietete es an die Niederländische Ostindien-Kompanie (V.O.C.). Gegenüber der Französischen Revolution und den bald darauf ausbrechenden Koalitionskriegen nahm er eine abwartende Haltung ein; mit allen Mitteln suchte er seinem Land den Frieden zu erhalten, den es während seiner fast 50-jährigen Regierung genoss. Kurz vor seinem Tod musste er den Verlust der Besitzungen auf dem Linken Rheinufer hinnehmen, insbesondere der Grafschaft Württemberg-Mömpelgard, nachdem er stets bemüht gewesen war, Württemberg durch Kauf von Herrschaften (1751 die Herrschaft Justingen, ab 1780 Teile der Herrschaft Waldeck-Limpurg, 1785 Bönnigheim) zu vergrößern.
Am 24. Oktober 1793 starb Herzog Carl Eugen in seinem noch unvollendeten Schloss Hohenheim bei Stuttgart und wurde in der Gruft des Schlosses Ludwigsburg beigesetzt. Seine beiden jüngeren Brüder Ludwig Eugen und Friedrich Eugen folgten ihm in kurzem Abstand auf dem Thron.

## Beurteilung
Die Entwicklung Carl Eugens vom Despoten zum aufgeklärten Absolutisten sowie das Widersprüchliche seiner Persönlichkeit haben zu sehr verschiedenen Urteilen über ihn geführt. Lange Zeit war die negative Wertung insbesondere der Schillerforschung vorherrschend, heute besteht die Tendenz, zumindest die mildere zweite Phase seiner Herrschaft positiver zu beurteilen. Selbst Friedrich Schiller, der in jungen Jahren wegen Carl Eugen das Land verlassen hatte, machte bei dessen Tod seinen Frieden mit ihm. Eine Bewertung nach dem Schema „zügelloser junger Mann – geläuterter älterer Herrscher“ erscheint aber zu holzschnittartig. Die despotischen Maßnahmen gegen Schubart und Schiller fallen in die „zweite Phase“ nach 1778, während die der Aufklärung verpflichteten Gründungen der Akademie in Stuttgart, der Bibliothek in Ludwigsburg sowie des Erziehungsinstituts Solitude bereits in der „ersten Phase“ stattfanden, die Vermietung von Truppen an ausländische Mächte hingegen in beiden Phasen.
Schließlich entließ Carl Eugen sogar Schubart kurz vor seinem Tode aus der Kerkerhaft und ernannte ihn zum herzoglichen Musik- und Theaterdirektor in Stuttgart; er durfte auch wieder als Herausgeber tätig werden. Johann Wolfgang von Goethe bescheinigte den bildungspolitischen Initiativen Carl Eugens eine „gewisse Großheit“. Eine kritische Biografie nach modernen geschichtswissenschaftlichen Standards steht noch aus.

## Nachkommen

### Legitime Nachkommen
Einziges eheliches Kind mit Markgräfin Elisabetha Friederika Sophia von Brandenburg-Bayreuth:
- Friederike Wilhelmine Augusta Luisa Charlotte (* 19. Februar 1750 in Stuttgart; † 12. März 1751 in Stuttgart), Herzogin von Württemberg

### Uneheliche Kinder
Die nachfolgende Aufstellung der unehelichen Kinder (Bastarde) ist naturgemäß unvollständig, weil es eine offizielle Auflistung vermutlich niemals gab. Jedenfalls ist eine solche offizielle Liste nicht bekannt. In einigen Fällen handelt es sich auch nur um äußerst vage Vermutungen.
In der Literatur finden sich zum Beispiel folgende unehelichen Kinder des Herzogs
mit der Silbermagd Margarete Traub, wohl identisch mit Margareta Bauch († 1796), seit 1754 verheiratet mit dem Koch bei Hofe, Johann Martin Berenth:
- Friedrich Wilhelm von Franquemont (* 1744; † 13. Dezember 1790 in Kapstadt beim Kapregiment),

gemäß einer vagen Überlieferung u. a. bei der Familie Feuerlein vermutlich folgende zwei Kinder mit Magdalene Barbara Fischer (1718–1786), geborene Castenbauer, Tochter des Sigmund Castenbauer (1677–1736), Hofmusikus in Stuttgart, herzoglich württembergischer Instrumenten-Verwalter und dessen Ehefrau Maria Barbara geb. Schreiner (1683–1757), jedoch ohne bekannten urkundlichen Nachweis, (offizieller Vater ist in beiden Fällen Barbara Fischers Ehemann, der herzogliche Küchenmeister und württembergische Hofkammerrat Friedrich Johann Ernst Fischer (1695–1753), zumal das Ehepaar Fischer insgesamt mindesten sechs Kinder hatte und der Herzog für die beiden erstgeborenen Kinder dieser Ehe schon aus Gründen seines jugendlichen Alters und weil er sich zu der Zeit noch in Berlin aufhielt, nicht in Frage kommen kann.)
- Reinhard Ferdinand Heinrich Fischer (* 18. Juni 1746 in Stuttgart; † 25. Juni 1813 ebenda), Architekt und Hofbaumeister[17]

- Auguste Elisabeth Franziska Johanna Feuerlein, geborene Fischer (* 18. Dezember 1747 in Stuttgart; † 11. Februar 1823 ebenda), Ehefrau des Carl Friedrich Feuerlein (* 6. März 1730 in Mömpelgard; † 15. März 1808 in Stuttgart), Regierungsrat in Stuttgart, Präsident des Lokalwohltätigkeitsvereins, Kanzleiadvokat, Geheimer Kabinettssekretär des Herzogs Carl Eugen von Württemberg.[18][19] Der erste Stuttgarter Oberbürgermeister Willibald Feuerlein war eines der 12 Kinder aus der Ehe von Auguste mit Carl Friedrich Feuerlein,

mit der Schauspielerin Luisa Toscani:
- Karl von Ostheim (* 1761; † Batavia 24. Februar 1793)
- Karl Alexander von Ostheim (* 31. Dezember 1765; † 1844 in Semarang)[20]

mit der Sängerin Caterina Bonafini (1751–1826):
- Karl (* 2. Juli 1768; † 30. April 1769)
- Carl Borel von Franquemont (* 18. Mai 1770; † 1811) (Suizid), hatte zahlreiche Nachkommen namens Franquemont auf Java, die sich auch in den Niederlanden verbreitet haben,[21]

mit der Tänzerin Anna Eleonora Franchi (1750–1833), später Lady Crawford, bzw. Madame Sullivan:
- Eugen von Franquemont (* 5. Oktober 1768; † nach 1794)[23]
- Eleonore Freiin von Franquemont (* 17. Januar 1771; † 29. Juli 1829), heiratete 1792 den späteren französischen Brigadegeneral Albert Grimaud, Comte d’Orsay (* 1772; † 26. Dezember 1843). Ein Sohn aus dieser Ehe war der Dandy Alfred d’Orsay. Eleonores Tochter Ida Grimod d'Orsay (1802–1882) war die Mutter des französischen Außenministers Antoine Alfred Agénor de Gramont.

mit der Tänzerin Katharina Kurz:
- Karl David von Franquemont (* 13. März 1769 in Ludwigsburg; † 20. Juli 1830 ebenda), heiratete (1.) im Mai 1795 eine Tochter des Freiherrn Theobald von Hügel, (2.) Luise Sophie Henriette von Jett (* September 1783; † 24. Januar 1852), deren einzige Tochter Luise (* 1800 in Semarang) heiratete 1819 in Ludwigsburg Oberstleutnant Claus von Raben, aus der Ehe stammt Nachkommenschaft namens von Raben und Freiherren Thumb von Neuburg,[24]

mit der Tänzerin Regina Monti:
- Friedrich Graf von Franquemont (* 5. März 1770 in Ludwigsburg; † 2. Januar 1842), Kriegsminister,

mit Elisabeth Stark:
- Philipp August David von Franquemont (*14. 2.1772 in Ludwigsburg; † 1833 in Surabaya auf Java), hatte zahlreiche Nachkommenschaft auf Java,[25]

vermutlich mit Anna Stäbler (1753–1821), Tochter des Echterdinger Schultheißen Johann Ludwig Stäbler (1719–1781), seit 3. Mai 1774 Ehefrau des Gastwirts Fritz Bayha (1750–1824):
- Anna Catharina Stäbler, seit 1774 nachlegitimiert als Bayha (* 28. Juni 1773; † 1795), verheiratet mit Abraham Stäbler aus Möhringen
- Johann Georg Bayha (* 22. Apr. 1777; † 4. Jan. 1811), offiziell Sohn des Gastwirts Fritz Bayha in Echterdingen (also möglicherweise nur der Scheinvater), jedoch mit gewisser Wahrscheinlichkeit ebenfalls ein natürlicher Sohn des Herzogs Carl Eugen mit Anna Bayha geb. Stäbler, somit stammen die Gastwirte des Gashauses zum Hirsch in Echterdingen vermutlich aus dieser illegitimen Beziehung ab,

mit namentlich unbekannten Frauen:
- Luise (* 8. Mai 1752)
- Karoline von Franquemont (* 1. Dezember 1753; † 13. Mai 1839), blieb ledig,
- Charlotte von Franquemont (* 9. Februar 1762; † 31. August 1811), heiratete am 30. Juni 1783 Julius Friedrich von Lützow (* 22. Mai 1759; † 4. Juli 1833) Oberforstmeister,
- Friedrich Wilhelm († 19. Dezember 1790)

Carl Eugen soll insgesamt 77 „natürliche Söhne“ anerkannt haben.

## Orden
Bereits im Alter von drei Jahren wurde er zum Ritter des Württembergischen Großen Ritterordens von der Jagd ernannt. Kurz nach seiner Thronbesteigung erhielt der minderjährige Herzog das Goldene Vlies.